# カルドセプト サーガ
『カルドセプト サーガ』は2006年11月22日に発売されたトレーディングカード・ボードゲーム。熱狂的なファンを持つ『カルドセプト』『カルドセプト セカンド』に続く作品として発売された。
基本ルールなどはカルドセプトの項目を参照のこと。本項目では主に本作独自の要素などを記載する。
- カードの種類：487枚
- 収録マップ数：40+追加マップ

## 概要
プラットフォームをXbox 360に移し、Xbox Liveによるオンライン対戦機能に対応、次世代機にふさわしいハイクオリティなビジュアルの実現を狙った作品である。発売元はバンダイナムコゲームス（バンダイブランド）に移り、シナリオ担当に冲方丁を、イラストレーターには獅子猿らを迎えている。初代から前作までの開発元だった大宮ソフトは今作ではゲームデザインのみを担当。実際の開発はXboxでの開発経験のあるロケットスタジオが担当した。
4年ぶりの新作でオンライン対戦に対応ということで、多大な期待を集め、Xbox 360本体ごと購入するファンも多かったが、多数のバグが問題となり、ソフトが回収される騒ぎに発展した。
現在では2回に渡る修正プログラムにより、バグもあらかた解消されている。

## 本作での追加要素

### クリーチャー関連
複属性クリーチャー
2つの属性を同時に有しているクリーチャー。召喚条件は厳しいが強力な能力を有している者が多い。複属性クリーチャーは、該当するどちらの属性の土地からでも地形効果を得られる利点を持つ一方、該当するどちらの属性を対象にしたスペルからも影響を受ける弱点もある。
呪身
召喚、戦闘勝利問わずに、場に出ると同時に様々な呪いを自身に即座に発動する能力。有利になる呪いもあれば、不利になる呪いもある。ちなみに発動した呪いは通常の呪いと同様に、クリーチャーの移動や交換、スペルの上書きで消去可能。
即時
召喚、戦闘勝利問わずに、場に出ると同時に領地コマンドを使える能力。該当クリーチャーのほとんどは強力な領地能力を有している。
進化
特定のクリーチャーが所有している領地能力で、一定の魔力を支払う、または戦闘中に特定の支援カードを使う事で別のクリーチャーに変化する能力。この能力を使わないと使用出来ず、「カード」としては入手不可能なクリーチャーも存在する。

### スペル関連
復唱
特定のスペルが持っている特殊効果で、該当スペルを唱えた後に同じターンでもう一度スペルを唱える事が出来る。復唱は同じターンで重複発動が可能なので、理論上は手札が全てスペルでそのうち5枚が復唱を持っていれば、同じターンにスペルを6連続で唱える事も可能。
加護
スペルの効力がセプターに付加される物で、その効果がセプターではなく、そのセプターが使用する全てのクリーチャーに適用される特殊効果。スペルによって差はあるが、効果は数ラウンド持続する。

### マップ、土地関連
モーフィング土地
召喚、移動問わず、その場に置かれたクリーチャーと同じ属性の土地に変化する土地。事実上、無属性を除いた全てのクリーチャーに地形効果を与える事が可能で、簡単に連鎖を組む事も可能。クリーチャー召喚前は灰色となっている。なお、モーフィング土地は通常の土地よりも少ない魔力で土地のレベルアップや地形変化が可能だが、同時に徴収できる通行料も通常の土地より低額になっている。
光の祠、闇の祠
セプターのいずれか1人が該当マスに停止した際に、ランダムで何らかの効果をもたらす祠。光の祠は停止したセプターに有利になる効果が、闇の祠は逆に不利になる効果が発生しやすいが、低確率で光の祠でも不利になる効果が、闇の祠でも有利になる効果が発生する事がある。また、他のセプターにも影響を及ぼす事もある。なお、このマスにクリーチャーを配置する事は出来ない。
マップの変形
一部のマップでは通過、停止問わずに特定のマスを踏む事によって、マップの構造が変形するようになっている。なお、このマスにクリーチャーを配置する事は出来ない。マップの変形により祠や城までのルートが大きく変わってしまうので、状況によっては試合の流れが大きく変わってしまう事もある。
泉
このマスに停止すると、泉に触れるかどうかの選択肢が出る。触れなければ何も起こらないが、触れると手札を全て捨て、捨てた枚数分だけブックからカードを引く事が出来る。スペルのリンカネーションと同じ効果だが、魔力は消費しない。なお、このマスにクリーチャーを配置する事は出来ない。
強制転送円
通過、停止問わず、このマスを踏んだセプターは強制的に特定の場所に飛ばされる。このマスにクリーチャーを配置する事は出来ない。

### その他ゲームシステム
シールド戦
対戦モードやオンライン対戦時限定の対戦方式で、ランダムで配られるカードを使ってその場でブックを組んで対戦するという物。ストーリーモードでは通常の対戦方式である、事前にブックを組んで戦う方式で固定となっている。
ブック枚数上限の変更
対戦モードやオンライン対戦時限定で、ブックの枚数の上限を30枚から60枚まで変更する事が可能になった。ストーリーモードでは従来通り50枚で固定となっている。

## バグ問題
ソフトの発売後、オフライン・オンラインを問わず、ゲーム進行が不可能となるバグや、不可解な仕様が大量に発見された。バグの発見状況に関しては、有志によるまとめサイトが作成された。
とくに深刻と言われるバグは、ダイスの目が偶数・奇数を繰り返すというものであった。疑似乱数の生成ないし利用法に問題があったと推測されている（たとえばある種の線形合同法を不適切に用いると、下位1ビットは0と1を繰り返す）。

### 発売後の経緯
- 2006年12月14日、バンダイナムコゲームスは不具合の存在を公式に認めた。ただしソフト発売から3週間も経っていた事と、バグに関しての問い合わせをしたユーザーに対して「当社ではそのような現象は確認していない」などと釈明するなど、対応の悪さへの批判が数多く起こった。なお、公式発表まで3週間を要した理由としてバンダイナムコゲームスは、「検証に時間がかかったため」としている[1]。
- 2006年12月26日、Xbox Liveのタイトルアップデートによる修正プログラムの配布が開始され、23箇所のバグ・不具合が修正された。ただしアップデート後にもいくつかバグが報告されていた。
- 2007年2月27日、バンダイナムコゲームスは2回目の修正プログラムを配布。さらに27箇所のバグ・不具合を修正した事を表明したものの、それらが完全に解消されたわけではなかった。
- 2007年3月26日、従来の不具合のあるバージョンを所持しているユーザーに対し、修正版の交換受付を開始した。
- 2007年4月5日、バグが修正されたバージョンがタイトルアップデート版として発売された。
- 2007年4月24日、この騒動により予約者限定で開催予定だった大会の中止を発表。翌25日より大会用賞品として配布予定だったパーツの無償配布を実施。

ソフトは店頭から回収され、一部の中古ソフト業者はタイトルアップデート版が出るまで旧バージョンを「買取不可」としているところがあった。またエンターブレインから発売された攻略本も大量の誤植があったとして訂正冊子を配布された。
なお、本作は多数のバグでまともにプレイできない出来であったにもかかわらず、発売直前のゲーム雑誌『ファミ通』（攻略本と同じくエンターブレイン刊）の点数制のゲームレビューにおいて4人のレビュアーより8、9、8、9の評価（10点満点）を受け、良質ソフトである事を示す「ゴールド殿堂ソフト」に選出されている。また、デバッグやチューニングを担当した猿楽庁（エンターブレインの子会社）が「作品のクォリティがユーザーにとって満足していただけるレベルに達している」と保証する「猿マーク」も付けられていた。猿楽庁公式サイトの日記コーナーでは社長の橋本徹が本作のデバッグに関わった責任者として謝罪しており、タイトルアップデート版からは猿マークが外されている。

## 物語
ある日、主人公は「暗闇に星々が生まれ出ずる」奇妙な夢を見る。
翌日、主人公は貧困にあえぐ生まれ故郷のサンタナ村の人々に少しでも恵みをもたらすため、自ら奴隷となって奴隷商人に売られる事を決断する。
そこへ帝国の妹王(まいおう)・ファウスティナが現れ、主人公に「昨夜、奇妙な夢を観ませんでしたか？」と問いかける。主人公が観たと答えるとファウスティナは主人公こそ自分が探していた人物である事を告げ、(帝国を救うために)共に来てほしいと申し出た。奴隷商人は既に主人公は自分の商品であると主張し、ファウスティナと主人公の所有について交渉を始める。
しかし、盗賊の少女・リララが突然現れ、ファウスティナが保有するカルドセプトをよこせと迫ってきた。強く拒否をするファウスティナにリララはカードを駆使し魔物を召喚、脅しにかかる。主人公はファウスティナを守るためにセプターの力を初めて発動させ、戸惑いつつもリララと対峙する。
そして主人公はセプターとしての戦いの中に巻き込まれて行く事になった…。

## 登場人物

### 帝国関係者
主人公
ある日の夜に不思議な夢を見た事で、セプターとしての能力に目覚めた青年。貧困にあえぐ村を救うため自ら奴隷となって奴隷商人に売られる。自由の身となった後にファウスティナに帝国軍としてスカウトされ、セプターとして戦う事になる。帝国軍に所属してはいるが、彼が戦うのは帝国の為ではなく、ただファウスティナの為だけである。
名前はプレイヤーが自由に決める事が出来、外見もある程度はカスタマイズ可能。
ファウスティナ
ギーヴィ王の娘で、帝国の妹王。帝国を救ってもらうため、セプターとしての能力に目覚めた主人公をスカウトする。
ギーヴィ王
帝国の国王で、ファウスティナとアニーディアの父親。主人公をファウスティナの側近に任命し、帝国と対立関係にある4勢力との同盟和議の任務を与える。
ストーリーモードで彼と対戦する機会は無いが、ある条件を満たした時に対戦モードでのみ戦う事が可能になる。
実は同盟和議の真の目的は、同盟を結ばせる事で4勢力を油断させ、その隙に一気に侵略して領土を広げるための物だった。ギーヴィ王は自分に歯向かうファウスティナを反逆者とし、また主人公を帝国軍の将軍に任命するが、結局2人とも逃がしてしまう。その後、大司祭の軍勢が帝国に侵攻。帝国軍は壊滅的な打撃を受け、ギーヴィ王もまた、ゴッドリーに襲われて死亡した。
アニーディア
ファウスティナの姉で、帝国の姉王。妹のファウスティナがセプターをスカウトした事で、権力を妹に奪われるのではないかと危惧し、ティコムンに主人公を襲わせる。
ストーリーモードで彼女と対戦する機会は無いが、ある条件を満たした時に対戦モードでのみ戦う事が可能になる。
ティコムン
チルチル族と呼ばれるネズミによく似た種族で、ファウスティナの姉であるアニーディアが飼っているペット。見た目は非常に可愛らしいのだが、戦いになると凶暴な本性がむき出しになる。表向きはアニーディアになついているそぶりを見せているが、心の中では自分を拘束した帝国を憎んでおり、いつか仕返ししてやろうと企んでいる。

### 無所属、流浪の人物
リララ
主人公がセプターとして最初に戦う事になる、盗賊の少女。彼女もまた不思議な夢を見た事でセプターとしての能力に目覚め、その力を使って盗賊業を営むようになった。主人公に負けてからは彼の事をライバル視し、主人公の旅の先々で何度も現れては戦いを挑んでくる。
後に盗賊業を廃業し、女神官としての道を歩み始める。主人公と何度も戦ううちに彼に恋心を抱くようになり、最終的には力づくで自分の物にしようとするが失敗。主人公の心の中にファウスティナがいる以上、彼女の想いは叶わぬ物だった。
奴隷商人
主人公を奴隷として買い取った中年の男性。ファウスティナの話で主人公がセプターの力に目覚めたと知ると「高値で売れる」と大喜びし、目の色を変えて主人公を自分の物にしようとする。
ストーリーモードで彼と対戦する機会は無いが、ある条件を満たした時に対戦モードでのみ戦う事が可能になる。
ディアーナ
かつて騎士として帝国に仕えていたが、敵国の騎士と恋仲になった事で帝国を追放された女性。外界の出来事に興味を持たず、世捨て人として静かに暮らしている。
彼女が恋仲になったのは、当時敵国の騎士だったサフィウスだった。だがサフィウスがバルテアスに洗脳された事で2人の仲は破局に追い込まれてしまう。それに絶望したのか主人公とリララを試練の間へと導く際に、墓標峡谷で自殺まがいの行為までしようとした程であるが、結局は彼女が持つカードによって命を救われる事になる。後に主人公に敗れた事でサフィウスは洗脳から解放され、彼女と復縁する事を勧められるが、その後どうなったかは明らかになっていない。

### コロッセウム関係者
ケーニッヒ
コロッセウムで主人公の対戦相手になる男性。自らを美男子だと語り、自分の事をコロッセウムのスターだと思い込んでいる。セプターとしての能力に目覚めてからは、その力を金のために使っている。貧困にあえぐ村の出身である主人公の事を見下している。
ポンドン
コロッセウムで主人公の対戦相手になる悪役を演ずるセプター。凶暴そうな姿をしているが、見た目とは裏腹に実は非常に心優しい性格の持ち主。対戦相手となる主人公をなるべく傷つけないように戦おうとする。
マルクト
コロッセウムで主人公の対戦相手となる男性で、コロッセウムのチャンピオン。だがチャンピオンになってから10年もの間、誰も彼を負かす事が出来ず、その事に虚しさを感じており、チャンピオンの座を守り続ける事に疲れ切ってしまっている。

### 反帝国勢力関係者
メルティア
青き密林メルキゼキアの王女で、男勝りで強気の性格をしている。ある日セプターとしての能力に目覚め、その力を使って森を守るために帝国と戦おうとする。
ボリバル
不死鳥の山フェニクオンの長。常に冷静沈着であり、また穏やかな性格で争いを好まないが、ある日セプターとしての能力に目覚め、その力を使って山を守るために帝国と戦おうとする。
クローネ
霧の国プリューメアの女王。非常に好戦的な性格の持ち主であり、ある日セプターとしての能力に目覚め、その力を使って国を守るために帝国と戦おうとする。
ウォンゲン
黄金砂漠バトゥーアンの長。自分達を裏切った帝国の事を憎んでおり、ある日セプターとしての能力に目覚め、その力を使って砂漠を守るために帝国と戦おうとする。

### 神殿関係者
フォンテシエル
第1の試練を司る女神官で、水と風の属性を司るカードの化身。
フラムルール
第2の試練を司る神官で、火と地の属性を司るカードの化身。
ルーソレイユ
第3の試練を司る神官で、スペルカードの化身。
ギルター&ルーブル
「港の賢者」と呼ばれる双蛇族のセプター。試練を乗り越えた者を導く役目を担っている。

### 大司祭の関係者
サフィウス
かつてカードの試練を全て突破したものの、古代神の圧倒的な力に心を奪われてしまった神官。
元々は心優しく誠実な騎士だったのだが、実はバルテアスによって洗脳されており、彼の復活のための手駒として利用されていた。後に主人公との戦いに敗れて洗脳が解け、元の心優しい青年に戻る事になる。ちなみにディアーナとは恋人同士であったのだが、バルテアスの洗脳によって破局に追い込まれてしまう。洗脳が解けた後に、主人公から「ディアーナと縒りを戻す」事を勧められるが、その後どうなったのかは描写されていない。
カストーラ
サフィウスの部下の1人。マッチョな男が好きな女性で、多数の男性を集めたハーレムも作っている。マッチョではないが主人公の事も気に入っており、ハーレムの一員になる事を強要してくる。
ドラクマ
サフィウスの部下の1人。ルピアの弟。反帝国勢力を押さえ込む役目を担っている。
ルピア
サフィウスの部下の1人。ドラクマの姉。弟の事を非常に大切に想っている。
ゴッドリー
サフィウスの部下の1人。狼型の獣人族。女を何人も捕らえては自分の奴隷にしている。
エスクード
サフィウスの部下の1人。ディルハムの兄。かつて帝国に滅ぼされた国の騎士を務めていたが、帝国への復讐のためにサフィウスの部下となる。
ディルハム
サフィウスの部下の1人。エスクードの弟。ファウスティナに忠誠を誓っており、常に彼女の傍にいる主人公に対して強い嫉妬を抱いている。
イルヴィル
サフィウスの部下の1人。猿型の獣人族。城の執事を務めており、サフィウスに対して強い忠誠心を持っている。

### 神々
カルドラ
この世界を創造し、カルドセプトを生み出したとされる時の女神で、全知全能の存在。
ゼロム
かつて全てのセプターの頂点に立ち、神々の世界へと到達して女神となった女性。主人公たちが住むアスガルド世界の創造主。時を操る力をも持つ。
古代神バルテアス
かつてカルドセプトと生み出された始まりの世界リュエードを手中に収めようとし、カルドラの怒りをかって封印された神。

### ゲストキャラクター
ナジャラン
漫画版「Culdcept」の主人公で、活発な性格の少女。本作ではストーリーモードでは登場しないが、ある条件を満たした後に対戦モードや過去のステージでのみ戦える。
ゼネス
初出は初代「Culdcept」。セカンドや漫画版にも登場している。かつてバルテアスを倒す事に貢献した男性。かつてのライバルからの誘い(共に神になる事)を断り、後にカルドラ神からの誘いによって新しい世界の覇者を計る亜神になる事を承諾し、これ以降戦いの中に身を置いている。本作ではストーリーモードでは登場しないが、ある条件を満たした後に対戦モードや過去のステージでのみ戦える。
ゴリガン
ゼネス同様初代カルドセプトから登場。バルテアスによって生み出された意志を持った杖。自分の主であるバルテアスを裏切って封印に協力したため、カルドラに神としての力を与えられた。本作ではストーリーモードでは登場しないが、ある条件を満たした後に対戦モードや過去のステージでのみ戦える。

## 物語の重要用語
セプター
カードに込められた呪いやクリーチャーを具現化する力を持つ者たち。
無数の星々が生まれる不思議な夢を見ている。世界中に存在しているがその数は少なく、主人公をセプターだと知った奴隷商人が「高く売れる」と目を輝かせたほど希少。セプターは必ずしもその力を正しい方向に使っているとは限らず、中にはリララのように力を盗賊業に利用する者、ケーニッヒのように金儲けの手段として使う者も少なからず存在する。
カード
様々なクリーチャーや呪いなどが込められた石版。その力を引き出す事が出来るのはセプターだけである。カードは世界中に多数散らばっているのだが、どのようなプロセスでカードが出来たのか、何故カードにこのような力が込められているのか、そもそも何故世界中で発見されているのかまでは未だに解明されていない。これらの謎は物語の中盤で明らかになっていく。
カルドセプト
全知全能の存在・時の女神カルドラが創造したとされる、「創造と破壊の書」。この世界の全てが記されているとされている。

## 実績
これは本作に限らずXbox 360のゲーム全てに搭載されている機能なのだが、ゲームの進行状況によって様々な「実績」を獲得できる。本作では実績は全部で50個あり、合計1000ポイントのゲーマーズスコアを獲得可能である。なお、一部オンライン環境が無ければ獲得不可能な実績もある。

## オンライン対戦
本作ではXbox Liveを利用した最大4人までのオンライン対戦が可能となっており、本作の目玉の1つとなっている。ただしオンライン対戦を行うにはXbox Liveのゴールドメンバーシップ(有料)に加入する必要がある。無料のシルバーメンバーシップではランキングの閲覧は可能だが対戦は出来ない。また実績の中にはオンライン対戦をしなければ解除出来ない物もある。
まず「クイックマッチ」、「カスタムマッチ」、「ゲーム作成」の3種類から選択。「クイックマッチ」は条件を指定せずに空いているホストに無作為にマッチングする。「カスタムマッチ」は対戦条件を指定し、それに見合ったホストを検索する。「ゲーム作成」は逆に自分がホストとなり、他のプレイヤーがアクセスしてくるのを待つ。
なお、他の第三者の邪魔をされずにフレンドとだけプレイするには、「ゲーム作成」で「プライベートマッチ」を指定し、Xboxガイドからフレンドを招待する事で行う事が出来る。

## ダウンロードコンテンツ
本作でも他のXbox 360の多くのゲームと同様、Xbox Liveのマーケットプレイスを利用して様々なダウンロードコンテンツが入手可能であったが、2008年3月26日をもって全てのコンテンツが配信終了となった。主な内容はマップ、セプターのパーツ、ブックの絵柄。無料で入手できた物もあったが、多くが有料配信となっていた。
また初回予約購入者限定で、ダウンロードコンテンツとして無属性クリーチャー「マーベル」の配布が実施されていた（初回予約特典のトランプに記載されているコードを入力して入手。現在は配信終了）。なお、マーベルはEカード扱いなので、ダウンロードしなくても(あるいは出来なくても)実績の解除には全く影響しない。

## 参加イラストレーター
| | |                                                                                                 |
| - 加藤直之 - 開田裕治 - 寺田克也 - 末弥純 - あきまん - 丹野忍 - 有田満弘 - 中井覚 - 斎藤智晴 （発売前に逝去） - 獅子猿 | - 一徳 - 杉浦善夫 - 花山由理 - 古代彩乃 - にしだあつこ - 目黒詔子 - 緑川美帆 - 廣岡政樹 - 仲秋勇作 - 添田一平 | - 田中俊成 - 原田みどり - 高梨かりた - 岡本正樹 - 池田宗隆 - ゾルゲ市蔵 - かねこしんや - 傑怪老 |

## 関連商品
- カルドセプト サーガ オリジナル・サウンドトラック - 伊藤賢治・ジョーダウン、Five Records、(2006/12/22)
- カルドセプト サーガ 公式コンプリートガイド (ファミ通Xboxの攻略本) - ファミ通Xbox編集部 (編集)、エンターブレイン (2007/1/17)
- カルドセプトサーガ 公式コンプリートガイド - ファミ通Xbox編集部 (編集)、エンターブレイン (2007/02)